# Сент Роберт (Мисури)
Сент Роберт (енгл. St. Robert) град је у америчкој савезној држави Мисури.

## Демографија
По попису из 2010. године број становника је 4.340, што је 1.58 (57,2%) становника више него 2000. године.
| Група             | 2000.         | 2010.         |
| Белци             | 1.723 (62,4%) | 2.405 (55,4%) |
| Афроамериканци    | 560 (20,3%)   | 958 (22,1%)   |
| Азијати           | 150 (5,4%)    | 250 (5,8%)    |
| Хиспаноамериканци | 169 (6,1%)    | 477 (11,0%)   |
| Укупно            | 2.760         | 4.340         |